# Mourèze
Mourèze è un comune francese di 173 abitanti situato nel dipartimento dell'Hérault nella regione dell'Occitania.

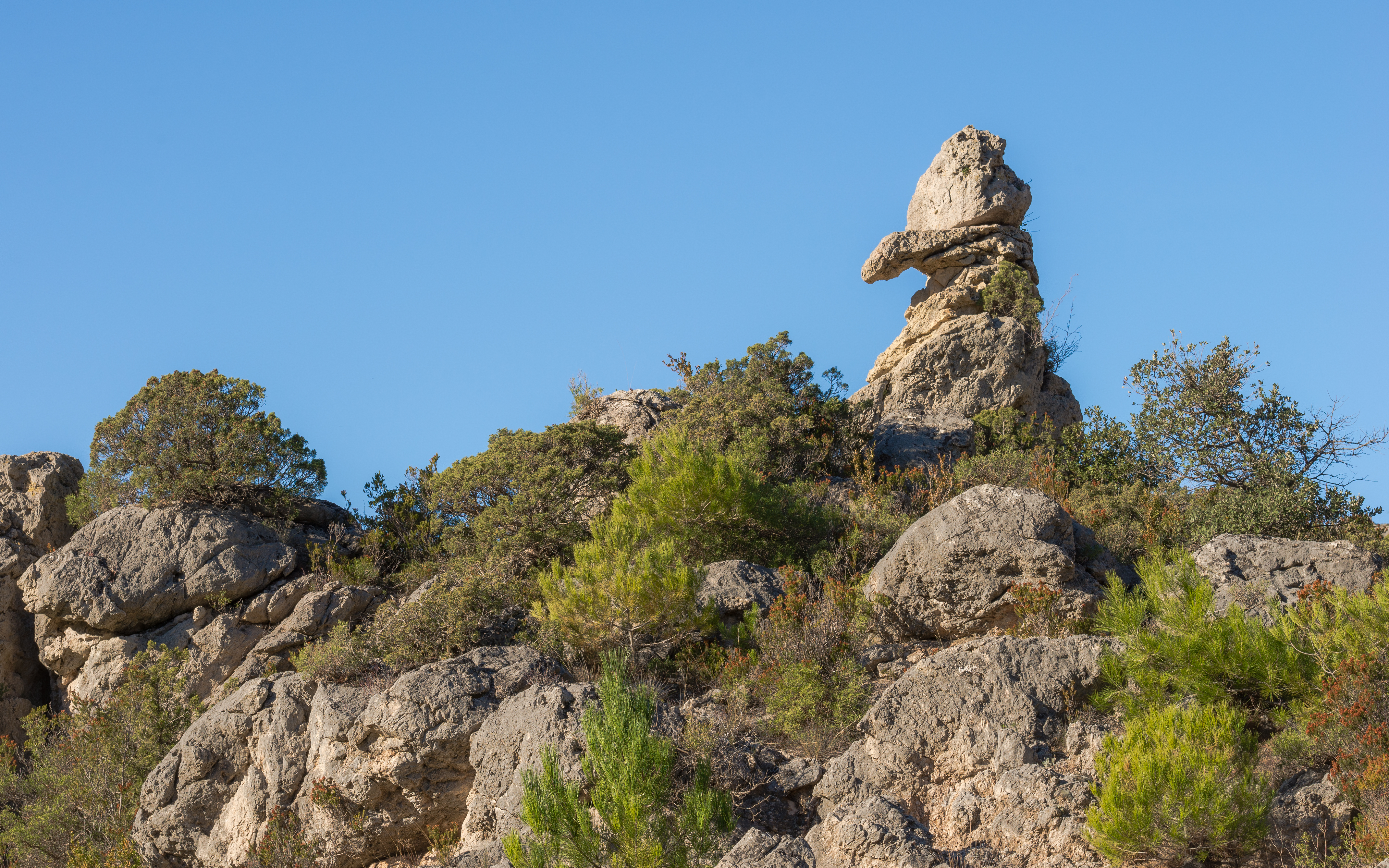

## Società

### Evoluzione demografica
Abitanti censiti